# Oak Ridge National Laboratory
L'Oak Ridge National Laboratory (ORNL) è un laboratorio nazionale di scienze interdisciplinari e tecnologia gestito dal Dipartimento dell'Energia degli Stati Uniti attraverso una società formata dall'Università del Tennessee e dal Battelle Memorial Institute. Rappresenta il più grande laboratorio di scienza ed energia del Dipartimento dell'Energia.
Sito in Oak Ridge, nel Tennessee, scienziati e ingegneri vi conducono ricerca e sviluppo di base e applicata finalizzata alla competenza nazionale in aree chiave della scienza, ad aumentare la disponibilità di energia pulita e abbondante, alla protezione e recupero ambientale e a contribuire alla sicurezza nazionale.
Oak Ridge National Laboratory svolge anche altre attività per conto del Dipartimento dell'Energia, inclusa la produzione di isotopi, la gestione dell'informazione, program management tecnico e fornisce assistenza tecnica e di ricerca ad altre organizzazioni terze.

## Storia

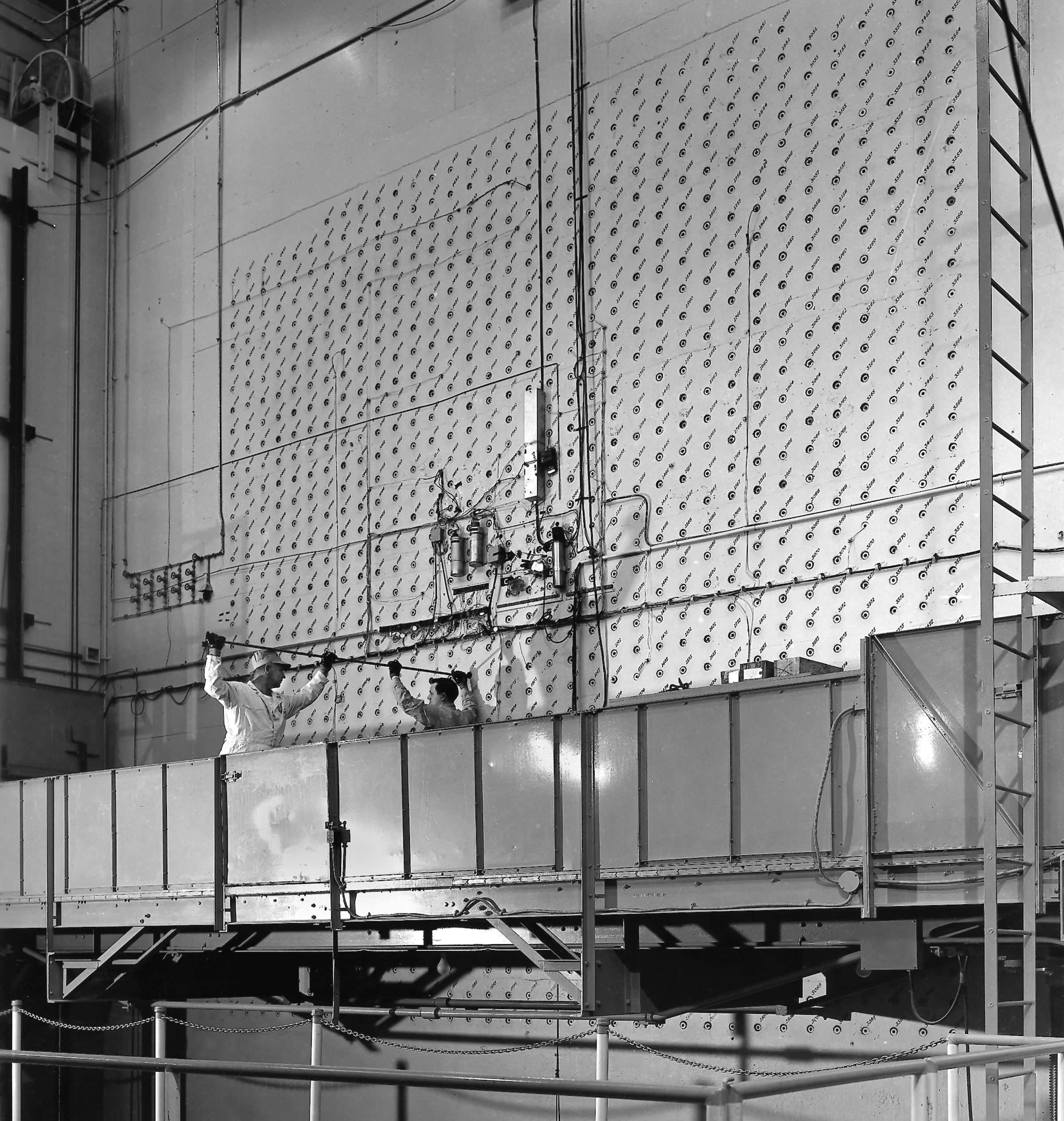
In questa immagine del 1943, gli addetti stanno caricando l'uranio nel reattore di grafite X-10

La struttura divenuta successivamente l'Oak Ridge National Laboratory, nel 1948, nacque inizialmente nel 1943 nell'ambito del Progetto Manhattan durante la seconda guerra mondiale. Lo scopo dell'attività svolta in Oak Ridge era quello di separare isotopi di uranio e produrre plutonio da utilizzare per lo sviluppo di un'arma nucleare. Questo lavoro venne svolto in quattro strutture denominate in codice X-10 (divenuto successivamente Clinton Laboratories e infine Oak Ridge National Laboratory), Y-12, K-25 e S-50. X-10 era un impianto dimostrativo per il processo di produzione del plutonio a partire da uranio per bombardamento nucleare. Y-12 era dedicato alla separazione elettromagnetica dell'uranio-235. K-25 era un impianto di diffusione gassosa progettato per separare l'uranio-235 dall'uranio-238, mentre l'impianto S-50 di diffusione termica liquida era situato nelle vicinanze.
Lavorando sotto falso nome, nel 1943 Enrico Fermi e i suoi colleghi svilupparono il reattore di grafite X-10, il primo reattore nucleare artificiale progettato e costruito per il funzionamento continuo, per dimostrare la produzione di plutonio. Questo reattore si basava sul lavoro svolto precedentemente da Fermi e colleghi all'Università di Chicago quando nel 1942 realizzarono il Chicago Pile-1, il primo reattore nucleare sperimentale creato al mondo, e il 2 dicembre dello stesso anno diedero vita alla prima reazione nucleare sostenuta. La produzione pilotata di plutonio in X-10 venne realizzata su scala molto più grande all'Hanford Site, il quale ha prodotto il plutonio utilizzato nella bomba atomica "Fat Man" sganciata su Nagasaki il 9 agosto 1945.
Dopo la seconda guerra mondiale la ricerca svolta presso l'Oak Ridge National Laboratory cominciò a concentrarsi sull'uso dell'atomo per scopi civili e si svilupparono inoltre altri campi di ricerca inerenti alla medicina, la biologia, la fisica, la chimica e la scienza dei materiali. 
Dal gennaio 1965 al dicembre 1969 fu operativo un reattore nucleare a sali fusi da 7,5 megawatt che rimase in attività per 13.000 ore a piena potenza.
Con la creazione del Dipartimento dell'Energia degli Stati Uniti nel 1977 il campo di ricerca si estese anche alla produzione, trasmissione e consumo dell'energia.

## Programmi di ricerca
I principali programmi di ricerca presso l'Oak Ridge National Laboratory comprendono i seguenti campi:
- scattering di neutroni, l'ORNL possiede la Spallation Neutron Source, l'High Flux Isotope Reactor e una fonte di neutroni eccitati ad impulsi ad accelerazione lineare di elettroni ponendosi come uno dei principali centri di ricerca in questo campo esistenti al mondo;[5]
- sistemi biologici, in particolare genomica comparativa e funzionale, biologia strutturale, biologia computazionale e bioinformatica;[6]
- energia, l'ORNL è uno dei principali centri di ricerca al mondo per la ricerca e sviluppo sulla produzione di energia, distribuzione, uso e sugli effetti delle politiche energetiche sulla società;[7]
- materiali avanzati, dalla ricerca fondamentale fino alle ultime applicazioni riguardanti virtualmente tutte le classi di materiali. I punti di forza sono nella sintesi, lavorazione e caratterizzazione dei materiali;[8]
- sicurezza nazionale, l'ORNL fornisce le agenzie e i dipartimenti governativi federali, statali e locali della tecnologia e competenza per il supporto delle loro necessità di sicurezza. Questa tecnologia e competenza è condivisa anche con l'industria per aumentare la competitività americana nei mercati mondiali;[9]
- High Performance Computing, ricerca sullo stato dell'arte e sviluppo nell'ambito dei computer e dell'informatica in supporto alla missione e ai programmi del Dipartimento dell'Energia e alle innovazione delle scienze sperimentali;[10]
- nanotecnologia, ricerca di base volta a enfatizzare la scoperta di nuovi materiali, fenomeni e la comprensione delle interazioni fisiche e chimiche sottostanti che permettono la previsione della composizione e delle proprietà dei materiali funzionali di prossima generazione;[11]
- scienze chimiche, ricerca di base e applicata in bioscienze chimiche, interfacce fluide, geochimica, catalisi eterogenea, spettroscopia laser, spettrometria di massa, chimica dei materiali, caratterizzazione e sintesi di polimeri, caratterizzazione di materiali radioattivi, processi di separazione, scienza delle superfici e chimica delle interfacce, chimica teorica;[12]
- fisica nucleare, studi sulle proprietà fondamentali della materia a livello atomico, nucleare e subnucleare e lo sviluppo di dispositivi sperimentali di supporto a questi studi.[13]